# Muntenii de Sus
Muntenii de Sus è un comune della Romania di 3 909 abitanti, ubicato nel distretto di Vaslui, nella regione storica della Moldavia. 
Il comune è formato dall'unione di 2 villaggi: Muntenii de Sus e Satu Nou.
Muntenii de Sus è divenuto comune autonomo nel 2004, staccandosi dal comune di Tanacu.